# Velika ženska loža Švicarske
Velika ženska loža Švicarske (fran. Grande Loge Féminine de Suisse; njem. Schweizerische Frauen Großloge; tali. Grand Loggia Femminile di Svizzera), skraćeno GLFS, je ženska slobodnozidarska velika loža u Švicarskoj. Osnovana je 1976. godine.

## Povijest
Prva velika loža u Švicarskoj osnovana je još 1844. godine. Pod okriljem Velike ženske lože Francuske je 26. travnja 1964. godine u Ženevi osnovana Loža  "Lutecija", prva isključivo ženska masonska loža. Druga francuska loža u Švicarskoj, Loža "Ištar", osnovana je 1970. godine u Neuchâtelu.
U prvoj polovici 1970-ih osnovane su tri neovisne lože. Dvije lože su osnovane u Ženevi, Loža "Alfa Carinae" (1972.) i Loža "Thelema" (1974.), dok je Loža "Iris" u Lausannei osnovana 1972. godine. Ove tri lože su 3. travnja 1976. godine konstituirale veliku ložu pod nazivom Velika ženska loža Švicarske – Konfederacija loža i obreda. Ova velika loža je u narednih deset godina osnovala još četiri lože, po jednu 1977. i 1982. te dvije 1983. godine.
Velika ženska loža Francuske je tijekom 1977. i 1981. godine osnovala još dvije svoje lože u Švicarskoj. Četiri švicarske lože pod okriljem Velike ženske lože Francuske su  16. lipnja 1985. godine uspostavile Veliku žensku ložu Helvetije.
Sve ženske lože na području Švicarske, četiri pod okriljem Velike ženske lože Helvetije i sedam pod okriljem Velike ženske lože Švicarske – Konfederacije loža i obreda, su 29. lipnja 1985. godine osnovale ujedinjenu žensku švicarsku veliku ložu pod nazivom Velika ženska loža Švicarske. U tom trenutku bilo je 230 slobodnih zidarica u francuskom i njemačkom govornom području Švicarske.
U Baselu je 1993. godine osnovana Loža "Lanac nade".
Loža "Kotač od koraka" osnovana je 2003. godine u Bulleu, pored Fribourga. Loža "Mistični feniks" osnovana je 2007. godine u Locarnu. Loža "Tanit" u La Chaux-de-Fondsu osnovana je 2011. godine.

## Ustroj
Sjedište Velike ženske lože Švicarske je u Ženevi.

### Lože
U veljači 2024. pod okriljem ove velike lože djeluje 18 masonskih loža, od toga četiri su u Ženevi, dvije u Renensu, te po jedna u Baselu, Bernu, Bulleu, Neuchâtelu, La Chaux-de-Fondsu, Nyonu, Chiassu, Clarensu, Locarnu, Penthalazu, Zürichu i Winterthuru:
- Loža "Lutecija" (Loge Lutèce) br. 1, Ženeva[7] – nosi naziv po Luteciji.
- Loža "Ištar" (Loge Ishtar) br. 2, Neuchâtel[8] – nosi naziv po Ištar, ženskom božanstvu Mezopotamije.
- Loža "Alfa Carinae" (Loge Alpha de la Carène) br. 3, Ženeva – nosi naziv po zvijezdi Canopus.
- Loža "Iris" (Loge Iris), Renens[9] – nosi naziv po cvijetu iris.
- Loža "Smaragdni stol" (Loge La Table d'Emeraude) br. 8, Ženeva[10]
- Loža "Isis" (Loge Isis) br. 10, Zürich – nosi naziv po Izidi, božici magije u egipatskoj mitologiji.
- Loža "Plejade" (Loge Die Plejaden) br. 11, Bern[11] – nosi naziv po Plejadu, otvorenom skupu u zviježđu Bik.
- Loža "Put života" (Loggia Il Cammino di Vita) br. 12, Chiasso
- Loža "Umjerenost" (Loge Tempérance) br. 13, Nyon[12]
- Loža "Lanac nade" (Loge Kette der Hoffnung) br. 14, Basel[13]
- Loža "Kotač od koraka" (Loge la Rya di Mârtse) br. 17, Bulle[4]
- Loža "Thelema" (Loge Thélème), Ženeva – nosi naziv po Thelemi, koja potječe od grčke riječi θέλημα ("thelêma"), koja u Novom zavjetu označava božansku volju koja se očituje u čovjeku bez uplitanja razuma potonjeg.
- Loža "Mistični feniks" (Loggia La Mistica Fenice), Locarno[14]
- Loža "Tanit" (Loge Tanit), La Chaux-de-Fondsu[15] – nosi naziv po Tanit, glavnom božanstvu Kartage.
- Loža "Drvo života" (Loge Arbre de Vie), Clarens
- Loža "Demetra" (Loge Demeter), Renens – nosi naziv po Demetri, boginji zemlje i plodnosti u grčkoj mitologiji.
- Loža "Ištar" (Loge Le Milieu du Monde), Penthalaz[16]
- Loža "Sub rosa dictum" (Loge Sub rosa dictum), Winterthur

### Uprava
Velikom ženskom ložom Švicarske upravlja velika majstorica koja se bira na trogodišnje razdoblje.

### Međunarodna suradnja
Velika ženska loža Švicarske je članica međunarodne organizacije CLIMAF od 1987. godine.

### Obredi
Velika ženska loža Švicarske upravlja simboličkim stupnjevima plave lože (učenik, pomoćnik i majstor) i delegira upravljanje visokim stupnjevima na dodatna tijela i redove. Obredi koji se rade u plavoj loži su:
- Drevni i prihvaćeni škotski obred
- Francuski obred

## Vanjske poveznice
- Službena stranica